# Банюнин
Баню́нин (укр. Банюнин) — село в Новоярычевской поселковой общине Львовского района Львовской области Украины. Расположено в 22 км от города Каменка-Бугская.
Население по переписи 2001 года составляло 750 человек.

## История
Первое упоминание о Банюнине относится к 1440 году. У села Банюнина обнаружены два кургана и поселение эпохи бронзы (II тысячелетие до н. э.).